# 普拉托內什蒂鄉
44°36′N 27°42′E / 44.600°N 27.700°E
普拉托內什蒂鄉（羅馬尼亞語：Comuna Platonești, Ialomița），是羅馬尼亞的鄉份，位於該國南部，由雅洛米察縣負責管轄，面積37平方公里，海拔高度10米，2007年人口2,105，人口密度每平方公里57人。